# CASA TED Kolejliler
TED. Ankara Kolejliler Spor Kulübü (of simpelweg TED Kolejliler) is een sportclub opgericht in 1954 te Ankara, Turkije. De clubkleuren zijn blauw en wit, en de voorzitter van de club is Erman Ilıcak. TED Ankara Kolejliler Spor Kulübü is opgericht door TED Ankara Koleji, een kleuterschool, basisschool en middelbare school. De club heeft een actieve basketbal-, volleybal-, tafeltennis-, zwem-, ski-, handbal-, schaak-, karate-, atletiek-, ritmisch gymnastiek-, ijshockey- en pentatlonbranche. Omdat TED Ankara Kolejliler is opgericht door een scholenorganisatie, zijn de meeste sporters binnen de club van relatief jonge leeftijd.
De basketbalbranche van TED Ankara Kolejliler is de bekendste branche van de club. Sinds 2006 speelt de club in de hoogste Turkse basketbaldivisie, de Türkiye Basketbol Ligi. Thuisbasis van de basketbalclub is de Ankara Arena dat een capaciteit van 10.500 toeschouwers heeft en wordt gedeeld met stadgenoot Türk Telekom BK. De club was in hun eerste jaar in de Türkiye Basketbol Ligi redelijk succesvol. In de reguliere competitie eindigde het team op de zesde plaats, waardoor men mee mocht doen aan de play-offs. Hierin werd uiteindelijk verloren van Türk Telekomspor.